# Bielawy (gmina Pniewy)
Bielawy – osada w Polsce położona w województwie wielkopolskim, w powiecie szamotulskim, w gminie Pniewy.
W latach 1975–1998 miejscowość należała administracyjnie do województwa poznańskiego.
Osadę stanowiło śródpolne gospodarstwo rolne z dużym budynkiem gospodarczym. Obecnie na zdjęciach satelitarnych widać ruinę z zarysem murów.